# Ochthera humilis
Ochthera humilis är en tvåvingeart som beskrevs av Samuel Wendell Williston  1896. Ochthera humilis ingår i släktet Ochthera och familjen vattenflugor. Inga underarter finns listade i Catalogue of Life.